# ファウスティナ・サルミエント・プーポ
ファウスティナ・サルミエント・プーポ（Faustina Sarmiento Pupo、1905年2月15日 - 2019年9月16日）は、キューバのスーパーセンテナリアン。キューバ歴代最高齢記録を保持している女性。生前はキューバ・オルギン在住。

## 略歴
1905年2月15日生まれ。
記憶は鮮明で、15歳の頃からのことも思い出すことも可能だった。2019年9月6日にジェロントロジー・リサーチ・グループによってその年齢が検証された。
しかし10日後の2019年9月16日、キューバのオルギンで死去。114歳213日没。